# NBA 2018/19
NBA 2018/19 was het 73e seizoen van de NBA. Het reguliere seizoen begon op 16 oktober 2018 en eindigde op 10 april 2019. De play-offs begonnen op 13 april 2019.

## Verloop
Het reguliere seizoen begon op 16 oktober 2018 en eindigde op 10 april 2019. De 2019 NBA All-Star Game werd gespeeld op 17 februari 2019, in het Spectrum Center in Charlotte, North Carolina. De play-offs begonnen op 13 april 2019 en eindigden op 13 juni met de Toronto Raptors die de verdedigende NBA-kampioen Golden State Warriors versloegen in de 2019 NBA Finals, waardoor ze voor het eerst in de clubgeschiedenis NBA-kampioen werden en het eerste team in de geschiedenis van de NBA dat een kampioenschap won zonder een enkele loterij pick op het rooster. Dit seizoen zou de eerste keer zijn sinds 2010 waarin LeBron James geen finaleplaats haalde. Dit zou ook het laatste seizoen zijn voor Dirk Nowitzki, Tony Parker en Dwyane Wade.

## Coachwissels
| Team                        | 2017/18                  | 2018/19                  |
| Voor het seizoen 2018/19    | Voor het seizoen 2018/19 | Voor het seizoen 2018/19 |
| --------------------------- | ------------------------ | ------------------------ |
| Atlanta Hawks               | Mike Budenholzer         | Lloyd Pierce             |
| Charlotte Hornets           | Steve Clifford           | James Borrego            |
| Detroit Pistons             | Stan Van Gundy           | Dwane Casey              |
| Milwaukee Bucks             | Joe Prunty (interim)     | Mike Budenholzer         |
| New York Knicks             | Jeff Hornacek            | David Fizdale            |
| Orlando Magic               | Frank Vogel              | Steve Clifford           |
| Phoenix Suns                | Jay Triano (interim)     | Igor Kokoškov            |
| Toronto Raptors             | Dwane Casey              | Nick Nurse               |
| Tijdens het seizoen 2018/19 |                          |                          |
| Chicago Bulls               | Fred Hoiberg             | Jim Boylen               |
| Cleveland Cavaliers         | Tyronn Lue               | Larry Drew               |
| Minnesota Timberwolves      | Tom Thibodeau            | Ryan Saunders (interim)  |

## Eindstand regulier seizoen
| Eastern Conference  | W  | V  |
| ------------------- | -- | -- |
| Milwaukee Bucks*    | 60 | 22 |
| Toronto Raptors*    | 58 | 24 |
| Philadelphia 76ers  | 51 | 31 |
| Boston Celtics      | 49 | 33 |
| Indiana Pacers      | 48 | 34 |
| Brooklyn Nets       | 42 | 40 |
| Orlando Magic*      | 42 | 40 |
| Detroit Pistons     | 41 | 41 |
| Charlotte Hornets   | 39 | 43 |
| Miami Heat          | 39 | 43 |
| Washington Wizards  | 32 | 50 |
| Atlanta Hawks       | 29 | 53 |
| Chicago Bulls       | 22 | 60 |
| Cleveland Cavaliers | 19 | 63 |
| New York Knicks     | 17 | 65 |

| Western Conference      | W  | V  |
| ----------------------- | -- | -- |
| Golden State Warriors*  | 57 | 25 |
| Denver Nuggets          | 54 | 28 |
| Portland Trail Blazers* | 53 | 29 |
| Houston Rockets         | 53 | 29 |
| Utah Jazz               | 50 | 32 |
| Oklahoma City Thunder   | 49 | 33 |
| San Antonio Spurs       | 48 | 34 |
| LA Clippers             | 48 | 34 |
| Sacramento Kings        | 39 | 43 |
| LA Lakers               | 37 | 45 |
| Minnesota Timberwolves  | 36 | 46 |
| Memphis Grizzlies       | 33 | 49 |
| New Orleans Pelicans    | 33 | 49 |
| Dallas Mavericks        | 33 | 49 |
| Phoenix Suns            | 19 | 63 |

*Winnaars van de zes divisies

## Playoffs
|  | Eerste ronde | Eerste ronde          | Eerste ronde          |   |                       | Conference Halve Finale | Conference Halve Finale | Conference Halve Finale |  |  | Conference Finale | Conference Finale | Conference Finale |   |  | NBA Finale | NBA Finale | NBA Finale |
|  |              |                       |                       |   |                       |                         |                         |                         |  |  |                   |                   |                   |   |  |            |            |            |
|  |              | Milwaukee Bucks       | 4                     |   |                       |                         |                         |                         |  |  |                   |                   |                   |   |  |            |            |            |
|  |              | Detroit Pistons       | 0                     |   |                       |                         |                         |                         |  |  |                   |                   |                   |   |  |            |            |            |
|  |              | Detroit Pistons       | 0                     |   | Milwaukee Bucks       | 4                       |                         |                         |  |  |                   |                   |                   |   |  |            |            |            |
|  |              |                       |                       |   | Milwaukee Bucks       | 4                       |                         |                         |  |  |                   |                   |                   |   |  |            |            |            |
|  |              |                       | Boston Celtics        | 1 |                       |                         |                         |                         |  |  |                   |                   |                   |   |  |            |            |            |
|  |              | Boston Celtics        | Boston Celtics        | 1 | 4                     |                         |                         |                         |  |  |                   |                   |                   |   |  |            |            |            |
|  |              |                       |                       |   | 4                     |                         |                         |                         |  |  |                   |                   |                   |   |  |            |            |            |
|  |              | Indiana Pacers        | 0                     |   |                       |                         |                         |                         |  |  |                   |                   |                   |   |  |            |            |            |
|  |              |                       |                       |   |                       |                         | Milwaukee Bucks         | 2                       |  |  |                   |                   |                   |   |  |            |            |            |
|  |              |                       |                       |   |                       |                         |                         |                         |  |  |                   |                   |                   |   |  |            |            |            |
|  |              |                       | Toronto Raptors       | 4 |                       |                         |                         |                         |  |  |                   |                   |                   |   |  |            |            |            |
|  |              | Philadelphia 76ers    | Toronto Raptors       | 4 | 4                     |                         |                         |                         |  |  |                   |                   |                   |   |  |            |            |            |
|  |              |                       |                       |   | 4                     |                         |                         |                         |  |  |                   |                   |                   |   |  |            |            |            |
|  |              | Brooklyn Nets         | 1                     |   |                       |                         |                         |                         |  |  |                   |                   |                   |   |  |            |            |            |
|  |              | Brooklyn Nets         | 1                     |   | Philadelphia 76ers    | 3                       |                         |                         |  |  |                   |                   |                   |   |  |            |            |            |
|  |              |                       |                       |   | Philadelphia 76ers    | 3                       |                         |                         |  |  |                   |                   |                   |   |  |            |            |            |
|  |              |                       | Toronto Raptors       | 4 |                       |                         |                         |                         |  |  |                   |                   |                   |   |  |            |            |            |
|  |              | Toronto Raptors       | Toronto Raptors       | 4 | 4                     |                         |                         |                         |  |  |                   |                   |                   |   |  |            |            |            |
|  |              |                       |                       |   | 4                     |                         |                         |                         |  |  |                   |                   |                   |   |  |            |            |            |
|  |              | Orlando Magic         | 1                     |   |                       |                         |                         |                         |  |  |                   |                   |                   |   |  |            |            |            |
|  |              |                       |                       |   |                       |                         |                         |                         |  |  |                   |                   | Toronto Raptors   | 4 |  |            |            |            |
|  |              |                       |                       |   |                       |                         |                         |                         |  |  |                   |                   |                   | 4 |  |            |            |            |
|  |              |                       | Golden State Warriors | 2 |                       |                         |                         |                         |  |  |                   |                   |                   |   |  |            |            |            |
|  |              | Golden State Warriors | Golden State Warriors | 2 | 4                     |                         |                         |                         |  |  |                   |                   |                   |   |  |            |            |            |
|  |              | Golden State Warriors |                       |   | 4                     |                         |                         |                         |  |  |                   |                   |                   |   |  |            |            |            |
|  |              | Los Angeles Clippers  | 2                     |   |                       |                         |                         |                         |  |  |                   |                   |                   |   |  |            |            |            |
|  |              | Los Angeles Clippers  | 2                     |   | Golden State Warriors | 4                       |                         |                         |  |  |                   |                   |                   |   |  |            |            |            |
|  |              |                       |                       |   | Golden State Warriors | 4                       |                         |                         |  |  |                   |                   |                   |   |  |            |            |            |
|  |              |                       | Houston Rockets       | 2 |                       |                         |                         |                         |  |  |                   |                   |                   |   |  |            |            |            |
|  |              | Houston Rockets       | Houston Rockets       | 2 | 4                     |                         |                         |                         |  |  |                   |                   |                   |   |  |            |            |            |
|  |              |                       |                       |   | 4                     |                         |                         |                         |  |  |                   |                   |                   |   |  |            |            |            |
|  |              | Utah Jazz             | 1                     |   |                       |                         |                         |                         |  |  |                   |                   |                   |   |  |            |            |            |
|  |              |                       |                       |   |                       |                         | Golden State Warriors   | 4                       |  |  |                   |                   |                   |   |  |            |            |            |
|  |              |                       |                       |   |                       |                         |                         |                         |  |  |                   |                   |                   |   |  |            |            |            |
|  |              |                       | Portland Trailblazers | 0 |                       |                         |                         |                         |  |  |                   |                   |                   |   |  |            |            |            |
|  |              | Portland Trailblazers | Portland Trailblazers | 0 | 4                     |                         |                         |                         |  |  |                   |                   |                   |   |  |            |            |            |
|  |              | Portland Trailblazers |                       |   | 4                     |                         |                         |                         |  |  |                   |                   |                   |   |  |            |            |            |
|  |              | Oklahoma City Thunder | 1                     |   |                       |                         |                         |                         |  |  |                   |                   |                   |   |  |            |            |            |
|  |              | Oklahoma City Thunder | 1                     |   | Portland Trailblazers | 4                       |                         |                         |  |  |                   |                   |                   |   |  |            |            |            |
|  |              |                       |                       |   | Portland Trailblazers | 4                       |                         |                         |  |  |                   |                   |                   |   |  |            |            |            |
|  |              |                       | Denver Nuggets        | 3 |                       |                         |                         |                         |  |  |                   |                   |                   |   |  |            |            |            |
|  |              | Denver Nuggets        | Denver Nuggets        | 3 | 4                     |                         |                         |                         |  |  |                   |                   |                   |   |  |            |            |            |
|  |              | Denver Nuggets        |                       |   | 4                     |                         |                         |                         |  |  |                   |                   |                   |   |  |            |            |            |
|  |              | San Antonio Spurs     | 3                     |   |                       |                         |                         |                         |  |  |                   |                   |                   |   |  |            |            |            |

## Prijzen

### Individuele Prijzen
- NBA Most Valuable Player Award: 
  Giannis Antetokounmpo (Milwaukee Bucks)
- NBA Rookie of the Year: 
  Luka Dončić (Dallas Mavericks)
- Defensive Player of the Year Award 
  Rudy Gobert (Utah Jazz)
- NBA Sixth Man of the Year: 
  Lou Williams (Los Angeles Clippers)
- NBA Most Improved Player: 
  Pascal Siakam (Toronto Raptors)
- NBA Coach of the Year: 
  Mike Budenholzer (Milwaukee Bucks)

- NBA Sportsmanship Award: 
 Mike Conley Jr. (Memphis Grizzlies)
- NBA Hustle Award: 
 Marcus Smart (Boston Celtics)
- J. Walter Kennedy Citizenship Award: 
 Damian Lillard (Portland Trail Blazers)
- Twyman–Stokes Teammate of the Year Award: 
 Mike Conley Jr. (Memphis Grizzlies)
- NBA Community Assist Award: 
 Bradley Beal (Washington Wizards)
- NBA Lifetime Achievement Award: 
 Larry Bird (Boston Celtics)
 Magic Johnson (Los Angeles Lakers)

### All-NBA Teams
- All-NBA First Team:
  - F Giannis Antetokounmpo, Milwaukee Bucks
  - F Paul George, Oklahoma City Thunder
  - C Nikola Jokić, Denver Nuggets
  - G Stephen Curry, Golden State Warriors
  - G James Harden, Houston Rockets

- All-NBA Second Team:
  - F Kevin Durant, Golden State Warriors
  - F Kawhi Leonard, Toronto Raptors
  - C Joel Embiid, Philadelphia 76ers
  - G Damian Lillard, Portland Trail Blazers
  - G Kyrie Irving, Boston Celtics

- All-NBA Third Team:
  - F LeBron James, Los Angeles Lakers
  - F Blake Griffin, Detroit Pistons
  - C Rudy Gobert, Utah Jazz
  - G Kemba Walker, Charlotte Hornets
  - G Russell Westbrook, Oklahoma City Thunder

- NBA All-Defensive First Team:
  - F Giannis Antetokounmpo, Milwaukee Bucks
  - F Paul George, Oklahoma City Thunder
  - C Rudy Gobert, Utah Jazz
  - G Eric Bledsoe, Milwaukee Bucks
  - G Marcus Smart, Boston Celtics

- NBA All-Defensive Second Team:
  - F Draymond Green, Golden State Warriors
  - F Kawhi Leonard, Toronto Raptors
  - C Joel Embiid, Philadelphia 76ers
  - G Klay Thompson, Golden State Warriors
  - G Jrue Holiday, New Orleans Pelicans

- NBA All-Rookie First Team:
  - Deandre Ayton, Phoenix Suns
  - Marvin Bagley III, Sacramento Kings
  - Luka Dončić, Dallas Mavericks
  - Jaren Jackson Jr., Memphis Grizzlies
  - Trae Young, Atlanta Hawks

- NBA All-Rookie Second Team:
  - Shai Gilgeous-Alexander, Los Angeles Clippers
  - Collin Sexton, Cleveland Cavaliers
  - Landry Shamet, Los Angeles Clippers
  - Mitchell Robinson, New York Knicks
  - Kevin Huerter, Atlanta Hawks

1950 · 1951 · 1952 · 1953 · 1954 · 1955 · 1956 · 1957 · 1958 · 1959 · 
1960 · 1961 · 1962 · 1963 · 1964 · 1965 · 1966 · 1967 · 1968 · 1969 · 
1970 · 1971 · 1972 · 1973 · 1974 · 1975 · 1976 · 1977 · 1978 · 1979 · 
1980 · 1981 · 1982 · 1983 · 1984 · 1985 · 1986 · 1987 · 1988 · 1989 · 
1990 · 1991 · 1992 · 1993 · 1994 · 1995 · 1996 · 1997 · 1998 · 1999 · 
2000 · 2001 · 2002 · 2003 · 2004 · 2005 · 2006 · 2007 · 2008 · 2009 · 
2010 · 2011 · 2012 · 2013 · 2014 · 2015 · 2016 · 2017 · 2018 · 2019 · 
2020 · 2021 · 2022 · 2023 · 2024